# Heldon II - Allez Teia
Heldon II - Allez Teia is een album uit 1975 van de Franse elektronische rockgroep Heldon. Het is het tweede album van de groep, en brengt net als het debuutalbum instrumentale nummers die doen denken aan het midden tussen de Duitse elektronische muziek uit die tijd, en de progressieve rockmuziek van King Crimson, meer bepaald de samenwerking tussen King Crimson-frontman en gitarist Robert Fripp en Brian Eno, zoals hun album No Pussyfooting. Met de titel van de openingstrack "In the wake of King Fripp" wordt bovendien verwezen naar Robert Fripp.
Het album verscheen aanvankelijk bij Disjuncta. Later verscheen het op cd bij Spalax en bij Cuneiform.

## Tracks
1. "In the wake of King Fripp" (6:36)
2. "Aphanisis" (2:22)
3. "Omar Diop Blondin" (7:26)
4. "Moebius" (1:52)
5. "Fluence: Continuum Mobile / Disjonction inclusive" (12:14)
6. "St Mikael Samstag am abends" (6:18)
7. "Michel Ettori" (4:17)

## Bezetting
- Richard Pinhas: VCS3-synthesizer, gitaren, ARP
- George Grunblatt: mellotron, gitaren, ARP
- Alain Renaud: gitaar
- Alain Bellaiche: basgitaar